# Gaj (powiat nowomiejski)
Gaj – wieś w Polsce położona w województwie warmińsko-mazurskim, w powiecie nowomiejskim, w gminie Biskupiec.
| SIMC    | Nazwa     | Rodzaj    |
| ------- | --------- | --------- |
| 0840071 | Dębno     | część wsi |
| 0840088 | Rybakówka | część wsi |

W latach 1975–1998 miejscowość należała administracyjnie do województwa toruńskiego.
Wieś położona jest w pobliżu trzech jezior: Kakaj, Dębno Małe (Gaj) i Wielki Staw, nad rzeką Laka, otoczona lasem. Typ wsi to ulicówka. Miejscowość o walorach turystycznych. Na terenie miejscowości znajdują się:
- ośrodek Caritas diecezji toruńskiej,
- kaplica kościelna (msza odprawiana w niedziele i święta przez proboszcza parafii Łąkorz),
- kapliczka przydrożna oraz kilka budynków z XIX wieku,
- Ochotnicza Straż Pożarna Gaj,
- sklep (działalność zawieszana na okres zimowy),
- gospodarstwo agroturystyczne.
- dwa obozy harcerskie.

Przyjezdni doceniają bliski kontakt z przyrodą, w szczególności zwierzyną leśną, zaciszny charakter wsi i otwartość jej mieszkańców.